# Виктория Либертас
«Виктория Либертас» (итал. Unione Sportiva Victoria Libertas Pallacanestro) — итальянский баскетбольный клуб из города Пезаро. В Европе также широко известен под «спонсорским» названием «Скаволини» (итал. Scavolini), по имени бывшего президента и спонсора клуба Вальтера Скаволини. В Италии, в основном, используют название «Виктория Либертас» или просто ВЛ (итал. VL).

## Титулы
- Чемпион Италии: 1988, 1990
- Кубок Италии: 1985, 1992
- Обладатель Кубка Кубков: 1983